# Demoleonte
Nella mitologia greca, Demoleonte (o Demoleone o ancora Demoleo) è un guerriero troiano, citato nell'Iliade, il quale prese parte alla guerra di Troia.

## Il mito

### Le origini
Demoleonte, valoroso combattente troiano (Omero lo descrive infatti come un "nobile difensore in battaglia"), era uno degli innumerevoli figli di Antenore, il saggio consigliere di Priamo, e quasi sicuramente di Teano, la sacerdotessa d'Atena a Troia. Nel poema non viene detto chi è la madre, ma risulterebbe normale immaginare che essa sia proprio Teano, dato che tra i figli di Antenore solo Pedeo è detto illegittimo.

### La morte in guerra
Questo personaggio non appare quasi mai nei combattimenti; l'unica volta in cui viene ricordato, nell'Iliade, è nel libro XX, in riferimento alla sua morte. L'eroe Achille, allontanatosi per un certo periodo dalla battaglia a causa di una discordia scoppiata con Agamennone per via di una schiava, decise di ritornarvi per vendicare la morte del suo intimo amico Patroclo, ucciso da Ettore.
Furibondo e accecato dal dolore, l'eroe seminò una grande strage di Troiani, alla ricerca dell'odiato rivale Ettore.
Nel corso dei suoi massacri, l'eroe uccise il condottiero meone Ifitione, dopodiché intravide il giovane figlio di Antenore sul suo cocchio e gli scagliò addosso la sua lancia. Demoleonte venne colpito alla tempia, cosicché il cervello ne fu interamente spappolato.
In tal modo, Omero racconta l'episodio:
(Omero, Iliade, libro XX, versi 307-400. Traduzione di Rosa Calzecchi Onesti)
L'auriga di Demoleonte, Ippodamante, venne ucciso da Achille subito dopo.

### Fonti
- Omero, Iliade, libro XX, versi 395-400.

### Traduzione delle fonti
- Rosa Calzecchi Onesti, Omero. Iliade, seconda edizione, Torino, Einaudi, 1990, ISBN 978-88-06-17694-5.